# Aukščiausioji lyga 1966
L'edizione 1966 dell'Aukščiausioji lyga fu la ventiduesima come campionato della Repubblica Socialista Sovietica Lituana, la prima con questa denominazione; il campionato fu vinto dal Nevėžis Kėdainiai, giunto al suo 1º titolo.

## Formula
Il numero di squadre fu ridotto da 16 a 15: oltre alla tre retrocesse, l'Elfa Vilnius rinunciò all'iscrizione; Vimpelas Kaunas e Cementininkas Naujoji Akmenė presero il loro posto, mentre l'Atletas Kaunas fu ripescato.
Le 15 formazioni si incontrarono in gironi di andata e ritorno, per un totale di 28 incontri per squadra. La squadra classificata all'ultimo posto retrocedeva.

## Classifica finale
|                        | Pos. | Squadra                      | Pt | G  | V  | N  | P  | GF | GS | DR  |
| ---------------------- | ---- | ---------------------------- | -- | -- | -- | -- | -- | -- | -- | --- |
| RSS Lituana (bandiera) | 1.   | Nevėžis                      | 41 | 28 | 16 | 9  | 3  | 57 | 22 | +35 |
|                        | 2.   | Statybininkas Šiauliai       | 40 | 28 | 16 | 8  | 4  | 39 | 20 | +19 |
|                        | 3.   | Saliutas Vilnius             | 38 | 28 | 16 | 6  | 6  | 41 | 17 | +24 |
|                        | 4.   | Inkaras Kaunas               | 33 | 28 | 12 | 9  | 7  | 49 | 31 | +18 |
|                        | 5.   | Lima Kaunas                  | 33 | 28 | 12 | 9  | 7  | 42 | 34 | +8  |
|                        | 6.   | Statyba Panevėžys            | 32 | 28 | 14 | 4  | 10 | 41 | 32 | +9  |
|                        | 7.   | Elnias Šiauliai              | 29 | 28 | 9  | 11 | 8  | 30 | 30 | +0  |
|                        | 8.   | Linų Audiniai Plungė         | 29 | 28 | 11 | 7  | 10 | 32 | 38 | -6  |
|                        | 9.   | Vimpelas Kaunas              | 27 | 28 | 8  | 11 | 9  | 31 | 25 | +6  |
|                        | 10.  | Politechnika Kaunas          | 27 | 28 | 9  | 9  | 10 | 28 | 26 | +2  |
|                        | 11.  | Atletas Kaunas               | 25 | 28 | 7  | 11 | 10 | 36 | 42 | -6  |
|                        | 12.  | Cementininkas Naujoji Akmenė | 24 | 28 | 7  | 10 | 11 | 26 | 48 | -22 |
|                        | 13.  | Minija Kretinga              | 20 | 28 | 7  | 6  | 15 | 30 | 40 | -10 |
|                        | 14.  | Baltija Klaipėda             | 19 | 28 | 5  | 9  | 14 | 31 | 37 | -6  |
|                        | 15.  | Elektra Mažeikiai            | 3  | 28 | 1  | 1  | 26 | 9  | 80 | -71 |